# San Luis Río Colorado Airport
San Luis Río Colorado Airport är en flygplats i Mexiko.   Den ligger i kommunen San Luis Río Colorado och delstaten Sonora, i den nordvästra delen av landet, 2 100 km nordväst om huvudstaden Mexico City. San Luis Río Colorado Airport ligger 32 meter över havet.
Terrängen runt San Luis Río Colorado Airport är mycket platt, och sluttar västerut. Runt San Luis Río Colorado Airport är det glesbefolkat, med 19 invånare per kvadratkilometer. Närmaste större samhälle är San Luis Río Colorado, 2,7 km öster om San Luis Río Colorado Airport. Trakten runt San Luis Río Colorado Airport är ofruktbar med lite eller ingen växtlighet.